# وجود لفظي
الوجود اللفظي هو وجود لفظ الشيء الدال على الوجود الخارجي والمثال الذهني. وهو أقسام الوجود بالنسبة إلى الشيء الموجود. الوجودي على معنيين أحدهما الموجود وثانيهما ما لا يكون السلب أو العدم جزء من مفهومه سواء كان موجودا في الخارج أو لا، فالوجود بهذا المعنى أعم منه بالمعنى الأول.